# Конкарно (футбольный клуб)
«Конкарно» (фр. US Concarneau) — французский футбольный клуб из города Конкарно, Бретань. Выступает в Лиге 2.

## История
Клуб был основан в 1911 году. Домашний стадион Ги-Пириу вместимостью 6500 человек был назван в честь бывшего президента клуба. В кубке Франции 2014/2015 клуб дошёл до четвертьфинала, что является наивысшим достижением в кубковой истории клуба.
26 мая 2023 года Конкарно впервые в истории клуба получил повышение в Лигу 2, выиграв национальный чемпионат 2022/23. Из за не соответствия домашнего стадиона требованиям Лиги 2 проводит домашние матчи на Стад Франсис Ле Бле в Бресте.

## Достижения
Кубок Франции по футболу
- Четвертьфинал 2014/2015

Национальный чемпионат
- Победитель 2022/2023